# Kestrosaurus
Kestrosaurus — вимерлий рід темноспондилів родини Mastodonsauridae, що існував на території Південно-Африканської Республіки за раннього тріасового періоду.